# Eugène Bourdon
Eugène Bourdon, född 8 april 1808, död 29 september 1884, var en fransk instrumentmakare.
Bourdon konstruerade en efter honom uppkallad manometer.